# Rhapis vidalii
Rhapis vidalii är en enhjärtbladig växtart som beskrevs av Aver., T.H.Nguyên och P.K.Lôc. Rhapis vidalii ingår i släktet Rhapis och familjen Arecaceae. Inga underarter finns listade i Catalogue of Life.